# 𰚼

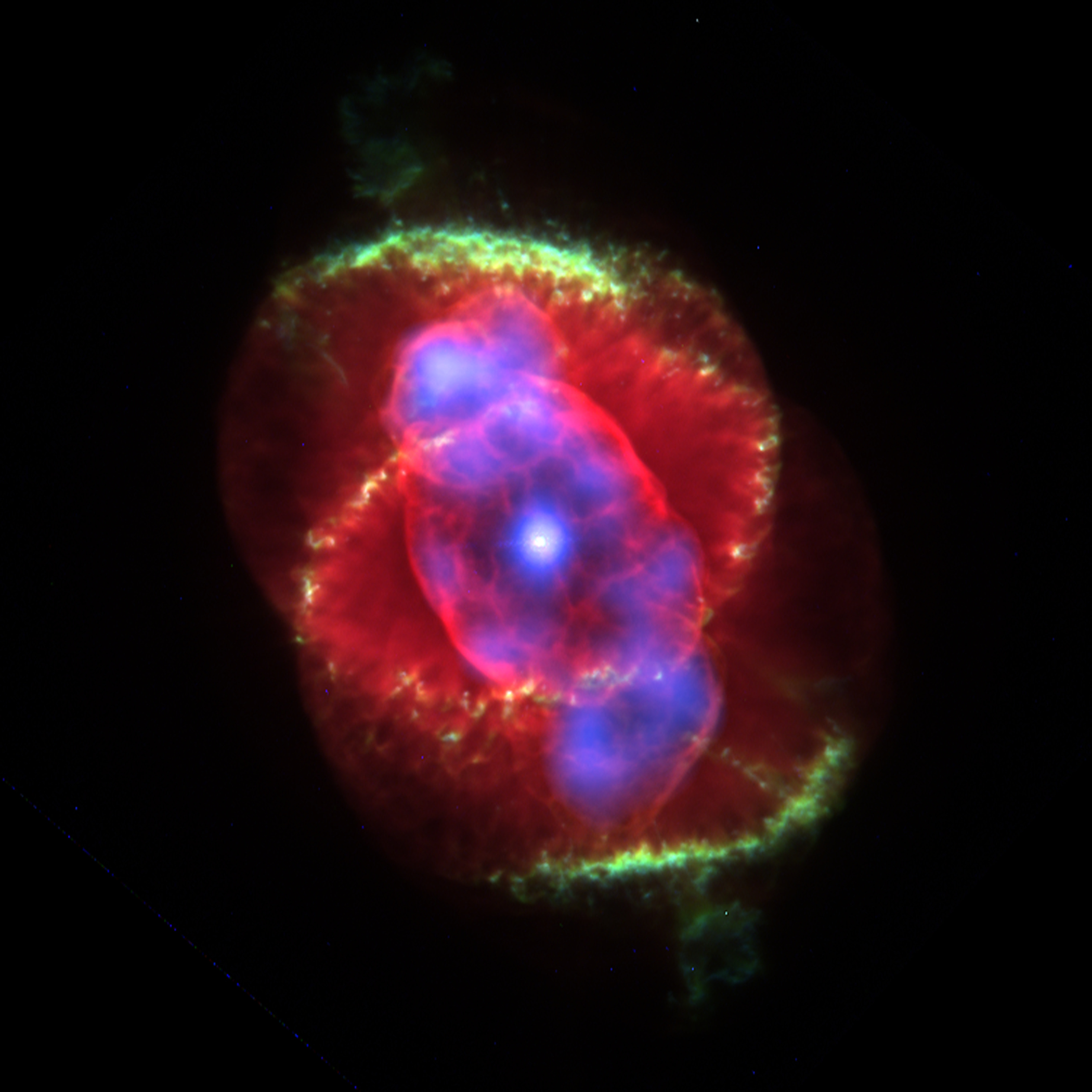
猫眼星云

nebulium的中文名

𰚼是一种曾经认为存在于星云中的元素，由英国天文学家威廉·哈金斯于1864年提出。当时哈金斯在使用分光法观测猫眼星云时发现了两条波长分别为495.9纳米与500.7纳米的发射谱线，由于这两条谱线和那时已知元素的谱线都不相符，哈金斯认为它们来自星云中的特有元素，并将这种元素命名为“𰚼”。1927年美国天文学家艾拉·斯普拉格·鲍恩（Ira Sprague Bowen）证明这其实是雙電離氧O2+产生的禁线，并非是一种新的元素。

## 历史
威廉·海德·沃拉斯顿在1802年和约瑟夫·夫琅和费在1814年描述过太阳光谱中的暗线。之后古斯塔夫·基尔霍夫说明过原子吸收或发射的线，这些线能被成为用于化学元素的标识。
在望远镜天文学早期，“星云”这个词被用以描述所有看起来不像恒星的模糊光斑。其中的许多星云，如仙女座星云，其光谱看起来就像恒星光谱，而这些星云后来被证明是星系。而一些其它的星云，如猫眼星云，则有着截然不同的光谱。当威廉·哈金斯观测猫眼星云时，他发现它没有像太阳那样的连续光谱，而是只有几条强烈的发射谱线。其中波长为495.9nm和500.7nm的两条绿色谱线最为强烈。这些谱线与地球上任何已知元素都不对应。1868年，人们通过分析太阳的发射光谱发现了氦元素；1895年，人们又在地球上发现了氦元素，这一事实使得天文学家认为上述的发射谱线是由一种新元素产生的。1898年，玛格丽特·林赛·哈金斯在一次简短的通信中首次提到了Nebulium（有时是或）这个词，尽管据说她的丈夫以前曾偶尔使用过这个词。
1911年，约翰·威廉·尼科尔森提出理论，认为所有已知元素都由四种基本元素组成，其中之一便是𰚼。1913年，德米特里·门捷列夫提出了元素周期表，亨利·莫塞莱确定了原子序数，几乎没有为新元素留出余地。1914年，法国天文学家确定了𰚼的原子量：在波长为372nm附近的谱线中测得的数值为2.74，而在波长为500.7nm的谱线中测得的数值则略低，这似乎表明该光谱是由两种元素共同形成的。
在研究紫外-可见分光光度法并计算元素周期表中轻元素的光谱时，艾拉·斯普拉格·鲍恩发现了哈金斯发现的绿色谱线。有了这些知识，鲍恩提出绿色谱线可能是禁线。结果表明，这些绿色谱线是由密度极低的双电离氧而非假想的𰚼产生的。正如亨利·诺利斯·罗素所言：“𰚼消失得无影无踪。”星云通常极为稀薄，密度远低于地球上产生的最彻底的真空。在这种条件下，会产生正常情况下被禁制的谱线。这些谱线称为禁线，是大多数星云光谱中最强的谱线。